# 核テロリズム
核テロリズム（かくテロリズム、英: nuclear terrorism）は、核兵器や原子力関連の物質・施設などを利用したテロリズムである。

## 概要
国際原子力機関 (IAEA) は、核に関連するテロリズムとして以下の4つのケースを想定している。
1. 核兵器の盗難
2. 核物質の盗難による核兵器の製造
3. 放射性物質の盗難による「汚い爆弾」の製造
4. 原子力施設（原発、核燃料再処理工場など）や放射性物質の輸送船などに対する妨害破壊行為

核テロの概念自体は冷戦時代から存在したものだが、冷戦終結後、旧ソ連諸国からの核物質流出の懸念を受けて、また2001年のアメリカ同時多発テロ事件以降、その発生が危惧されているテロリズムである。実際の被害を及ぼすものに限らず、仮に放射線量が大したことがないレベルであっても、その心理的効果を狙ってテロが行われる可能性が考えられている。
2020年のアルメニアとアゼルバイジャン間の小競り合いの間、アゼルバイジャンはアルメニアの原子力発電所へのミサイル攻撃を開始すると脅迫したが、脅迫のみで未遂に終わった。
核テロリズムではなく、他国への軍事作戦として核施設へ砲撃される事態が2022年3月に初めて発生している。

## 対策
2022年3月現在、核テロリズムと思われる行為が外部の軍人ではないテロリスト集団によって実行されたことはない。
1990年代には、オウム真理教が核兵器の製造を目論み、ウラン鉱石の入手にも努めたが、兵器の開発段階には全く至らなかった（オウム真理教の兵器）。
しかし、テロ組織による核兵器（米軍の開発した特殊核爆破資材に相当するもの）は、2001年10月にアルカーイダが旧ソ連製スーツケース型核爆弾を保有していると報じられている。1997年には旧ソ連時代の小型核 (ADM: Atomic Demolition Munitions) がソ連崩壊後に100発所在不明となっており、これらがテロ組織に渡っている可能性も否定できない。
2002年5月8日、米国籍でアルカーイダのメンバーとされるアブドラ・アル・ムジャヒルはダーティーボムによるテロを計画していたとして逮捕された。
2002年8月、アメリカはこれら兵器の原料となる物質がテロリストや"ならずもの国家"の手に落ちる危険性を減らすため、16ヶ国24箇所のソ連式原子炉の濃縮ウランの追跡計画を始めた。最初の作業はセルビアで行われたProject Vincaで、核兵器2個分に相当する大量の濃縮ウランをベオグラード近郊の研究炉から取り除くものであった。
2005年4月、国際連合総会において核によるテロリズムの行為の防止に関する国際条約（核テロ防止条約）が採択されている。
2005年8月9日、アーヤトッラーのアリー・ハーメネイーは、核兵器の生産、備蓄および使用を禁止するファトワーを発した。ファトワーの全文はウィーンの国際原子力機関 (IAEA) の会議で公式声明として発表された。

## 日本における原発テロ対策

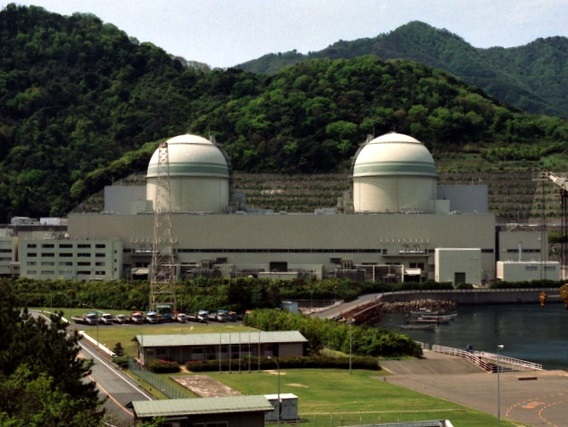
日本の原発

アメリカ同時多発テロ事件の後、日本においてもテロへの備えから、原子力発電所を含む重要施設に武装警官隊を24時間監視のために配備した。
2002年3月、厚生労働省は、原子力関連テロや原子力事故を想定した「緊急時における食品放射能測定マニュアル」を作成し、5月に各地方公共団体に送付した。厚生労働省は、福島第一原子力発電所事故を受け、2011年3月17日、各地方公共団体に対し、このマニュアルを参照して食品を検査するよう指示した。
2006年には原子力委員会に「原子力防護専門部会」が新設され、原子力事故を保安の視点だけでなく、事前防護の視点に対応した。原子力防護専門部会は日本における核セキュリティー確保（核の安全確保対策）についてまとめ、レポートを原子力委員会に提出している。
2012年には原子力事故に関連する「放射線量モニタリング部門（文部科学省）」、「原子力安全委員会（内閣府）」、「原子力安全・保安院（経済産業省）」を統合し、環境省の外局に「原子力規制庁」を新設。
日本の原発テロ対策には不備もあるといわれる。日本の原発では、例えば「数人のゴロツキが昼間に、正面から突っ込んできた場合」というレベルの訓練しか行われていないのが実情である。
日本でも海上保安庁と警察の訓練は行われているが、IAEAが懸念する原発作業員の出自の調査・採用（セキュリティ・クリアランス）は不徹底なので、テロリストが人手不足の原発作業員に紛れ込んでも分からない。
2012年6月には、愛媛県の四国電力伊方発電所で陸上自衛隊が愛媛県警察本部と合同で原発テロを想定した訓練を行なった。
2013年5月には、東京電力福島第二原子力発電所において、テロリストの襲撃を想定した警察との合同テロ対策訓練に海上保安庁の特殊警備隊 (SST)が参加し、船舶に立て籠もったテロリスト役の制圧を行った。なお、この合同訓練には千葉県警察の特殊部隊 (SAT)と福島県警察の銃器対策部隊が参加した。

## その他
福島第一原子力発電所事故以来、大規模攻撃をしなくても、主電源・補助電源の停電、冷却水路の閉塞により、炉心溶融（メルトダウン）を起こせることが表面化して、IAEAや各国原発施設が原発施設侵入を懸念し、フランス・アメリカ合衆国では環境団体がフェンスを乗り越え侵入している。

## 核テロリズムを扱った作品

### 映画
- 映画『NEXT -ネクスト-』（2008年）
- 映画『トータル・フィアーズ』（原作：トム・クランシー、2002年）
- 映画『007 オクトパシー』（1983年）
- 映画『クレージーの大爆発』（1969年）
- 映画『太陽を盗んだ男』（1979年）
- 映画『宣戦布告』（2002年）
- 映画『外事警察』（2012年）
- 映画『アメリカン・アサシン』　(2017年)
- コミックス・映画『21世紀少年』（映画版題名：『20世紀少年 最終章 ぼくらの旗』、2009年）（原作：浦沢直樹、2007年）
- コミックス・映画『20世紀少年』（映画版題名：『20世紀少年 第一章　終わりの始まり』、2008年）（原作：浦沢直樹、2007年）
- 映画『S -最後の警官- 奪還 RECOVERY OF OUR FUTURE』（2015年）

### ドラマ・小説
- ドラマ『24 -TWENTY FOUR-』シーズン2（2002年）、シーズン4（2004年）
- TVドラマ『西部警察 PART-III』日本全国縦断ロケ 宮城編(第32話・第33話)　「杜の都・激震 !! 　－宮城・前篇－」、「仙台爆破計画　－宮城・後篇－」 (1983年)
- 小説『三十年後の世界』（原作：海野十三、1939年）
- 小説『天空の蜂』（1995年）
- 小説『スーツケース一杯の恐怖』（1999年）
- 小説『核の迷路』
- 小説『人狼戦線』
- 小説『騙し人』（2001年）

### 漫画
- 『砂の薔薇』（1989年）

### アニメ
- アニメ『攻殻機動隊 S.A.C. 2nd GIG』（2004年）
- アニメ『沈黙の艦隊』（1995年）
- アニメ『残響のテロル』（2014年）